# Stepan Badalov
Stepan Tigranovich Badalov (* 26. August 1919 in Türkmenabat; † 17. Juni 2014 in Taschkent) war ein sowjetischer und usbekischer Mineraloge und Geochemiker, Doktor der geologisch-mineralogischen Wissenschaften (1962) und Professor (1968). Er war ein verdienter Wissenschaftler der Republik Usbekistan und ein Ehrenmitglied der Russischen Mineralogischen Gesellschaft. Er gilt als Begründer der Isotopengeochemie.

## Leben
Im Juni 1941 schloss er das Bergbau-Fakultät am Zentralasiatischen Industrieinstitut in Taschkent mit dem Schwerpunkt Geologie und Erkundung von Bodenschätzen ab.
Von Juli 1941 bis Mai 1945 nahm er am Deutsch-Sowjetischen Krieg teil (1942 als Techniker-Intendant 2. Rang) und kämpfte an der Stalingrader, vierte Ukrainischen und Baltischen Front.
Ab dem 1. Juni 1946 arbeitete er am Institut für Geologie der Akademie der Wissenschaften der Usbekischen SSR (später umbenannt in Institut für Geologie und Geophysik der Akademie der Wissenschaften der Usbekischen SSR; Institut für Geologie und Geophysik benannt nach Khabib Abdullaev der Akademie der Wissenschaften der Republik Usbekistan). Er durchlief den Weg vom Doktoranden bis zum Leiter des Labors für geochemische Kreisläufe und Prozesse.
- In1950 verteidigte er unter der Leitung von Akademiker A. S. Uklonsky seine Kandidatendissertation zum Thema "Mineralogie des Uran-Vanadium-Vorkommens Temir-Kabuk (nördliche Flanke des Nuratinskiy-Gebirges)".
- In 1962 verteidigte er seine Doktorarbeit zum Thema "Mineralogie, Geochemie und genetische Besonderheiten endogener Lagerstätten des Almalyk-Erzgebietes".

Über 40 Jahre lang unterrichtete er Geochemie und Mineralogie an der geologischen Fakultät der Staatlichen Universität Taschkent.
Im Jahr 1969 erstellte er das "Periodensystem der Protoisotope chemischer Elemente" mit ihrer Abwechslung nach Atomgewichten. Er identifizierte etwa 540 Isotope für 81 stabile chemische Elemente, von denen 270 stabil waren.
Er war wissenschaftlicher Betreuer von 4 Doktorarbeiten und 42 Kandidatendissertationen, darunter Doktoranden aus Vietnam, Mali und Afghanistan. Er gründete eine wissenschaftliche Schule im Bereich der Mineralogie und Geochemie von Lagerstätten.

## Auszeichnungen und Ehrungen
- Medaille „Sieg über Deutschland“ (1945)
- Medaille „Für heldenmütige Arbeit“
- Orden des Vaterländischen Krieges 2 Rang (1985)[4]
- Staatspreis der UdSSR für die Schaffung einer neuen Bergbau-Rohstoffbasis. (1988)

- Die Minerale Badalovit[5] (IMA 2016-053) und Manganobadalovit[6] (IMA 2020-035) sind nach ihm benannt.[7]

## Mitgliedschaft in Organisationen
- 1957 – KPdS
- 1950 – Russische Mineralogische Gesellschaft, Ehrenmitglied der Russischen Mineralogischen Gesellschaft (1992)[8]
- Ehrenvorsitzender der Mineralogischen Gesellschaft Usbekistans